# Delia indiscreta
Delia indiscreta este o specie de muște din genul Delia, familia Anthomyiidae. A fost descrisă pentru prima dată de Johann Andreas Schnabl și Dziedzicki în anul 1911. Conform Catalogue of Life specia Delia indiscreta nu are subspecii cunoscute.